# 김예령 (성우)
김예령(金藝玲, 1994년 12월 2일 ~ )은 대한민국의 성우로, 2021년 교육방송 성우극회 공채 27기로 입사했다.

## 출연 작품

### 애니메이션
- 게게게의 키타로(대원방송) - 세이카
- 디지몬 고스트 게임(재능TV) - 젤리몬, 테슬라젤리몬, 테티스몬, 암피몬(제49화부터)
- 레인보우 버블젬(EBS) - 방송부원(여)
- 명탐정 피트(EBS)
- 무지개 강아지 딜런의 모험(EBS) - 빗시, 어피치, 튜브
- 빅 블루(EBS) - 리아, 수잔
- 뿡뿡빵빵 부부맨(EBS) - 선생님(미소쌤), 아리, 아기곰, 꼬꼬
- 샤샤 앤 마일로(EBS) - 지미
- 슈팅스타 캐치! 티니핑(재능TV) - 함께핑
- 엄마 까투리(EBS) - 지아, 토끼, 토리
- 우라미치 오빠(애니박스) - 사야, 마부이, 국장 딸
- 원더풀 프리큐어!(재능TV) - 고마유(큐어 릴리안)
- 출동! 리나왕국 대작전(EBS) - 마법나리
- 포켓몬 컨시어지(넷플릭스) - 알리사

### 프로그램
- 딩동댕 유치원(EBS)
- 번개망토의 비밀(EBS) - 꿈잡이
- 생방송 뭐든지 해결단(EBS)
- 최고의 요리비결(EBS) - 내레이션

### 게임
- 데스티니 차일드 - 지니야
- 에이펙스 레전드 - 알터
- 원신 - 트라졸리
- 쿠키런: 킹덤 - 고드름예티 쿠키